# Респіраторний ацидоз
Респіраторний ацидоз, газовий ацидоз, дихальний ацидоз — це стан, при якому знижена вентиляція (гіповентиляція) підвищує концентрацію вуглекислого газу та знижує рН крові (стан, який зазвичай називають ацидозом).
Вуглекислий газ (CO2) безперервно виробляється в процесі дихання клітин організму, і швидко накопичується, якщо легені не можуть належним чином вивести його через альвеолярну вентиляцію. Таким чином, альвеолярна гіповентиляція призводить до зростання парціального тиску вуглекислого газу (pCO2) - гіперкапнії. Збільшення pCO2 у свою чергу, зменшує співвідношення HCO3-/pCO2 та знижує pH.

## Типи
Респіраторний ацидоз може бути гострим або хронічним.
- При гострому респіраторному ацидозі рівень PaCO2 вище верхньої межі референтного діапазону (понад 6,3 кПа або 45 мм рт. ст.) із супутньою ацидемією (pH <7,35).
- При хронічному респіраторному ацидозі PaCO2 вище верхньої межі референтного діапазону, з нормальним (7,35-7,45) або майже нормальним pH кроі внаслідок ниркової компенсації та з підвищеним рівнем бікарбонату сироватки (HCO3- >30 мЕкв/л).

## Причини

### Гострий
Гострий респіраторний ацидоз виникає при раптовому припиненні вентиляції легень. Ця недостатність вентиляції може бути спричинена пригніченням дихального центру (внаслідок захворювання головного мозку або дії ліків), через нервово-м'язові захворювання (наприклад, міастенія, бічний аміотрофічний склероз, синдром Гійєна-Барре, м'язова дистрофія) або через обструкцію дихальних шляхів (пов'язаною з астмою чи загостренням хронічного обструктивного захворювання легень).

### Хронічний
Хронічний респіраторний ацидоз може бути вторинним до багатьох захворювань, включаючи ХОЗЛ. Гіповентиляція при ХОЗЛ включає кілька механізмів, включаючи знижену реакцію на гіпоксію та гіперкапнію, посилену невідповідність вентиляційно-перфузійних механізмів, що призводить до збільшення вентиляції мертвого простору, та зниження функції діафрагми внаслідок втоми та перерозтягнення.
Хронічний респіраторний ацидоз також може бути вторинним до синдрому гіповентиляції при ожирінні (синдром Піквіка), нервово-м'язових розладів, таких як бічний аміотрофічний склероз, та тяжких рестриктивних вентиляційних порушень, що спостерігаються при інтерстиціальних захворюваннях легень та деформаціях грудної клітки.
Захворювання легень, які переважно спричиняють порушення альвеолярного газообміну, зазвичай не викликають гіповентиляцію, але схильні до стимуляції вентиляції та гіпокапнії внаслідок гіпоксії. Гіперкапнія виникає лише за наявності тяжкого захворювання або втоми дихальних м'язів.

## Фізіологічна реакція

### Механізм
Метаболізм швидко генерує велику кількість леткої кислоти (H2CO3) та нелеткої кислоти. Метаболізм жирів і вуглеводів призводить до утворення великої кількості CO2, який з'єднується з H2O, утворюючи вугільну кислоту (H2CO3). Легені зазвичай виводять летку фракцію шляхом вентиляції, і накопичення кислоти не відбувається. Значна зміна вентиляції, яка впливає на виведення CO2, може спричинити порушення кислотно-основного балансу дихання. У нормальних станах PaCO2 підтримується в діапазоні 35–45 мм рт. ст.
Альвеолярна вентиляція контролюється дихальним центром, який розташований у мості та довгастому мозку. Вентиляцію регулюють імпульси від хеморецепторів, чутливих до PaCO2, PaO2 та pH, які розташовані в стовбурі мозку, в аорті та сонних артеріях, а також нервові імпульси від рецепторів розтягнення легень та імпульси з кори головного мозку. Припинення вентиляції швидко збільшує PaCO2.
При гострому респіраторному ацидозі компенсація відбувається у 2 етапи.
- Початкова реакція — це клітинна буферизація (буфери плазмових білків), яка відбувається протягом кількох хвилин або годин. Клітинне буферування лише незначно підвищує рівень бікарбонату в плазмі (HCO3−), приблизно на 1 мЕкв/л на кожні 10 мм рт. ст. збільшення PaCO2.
- Другий крок — це ниркова компенсація, яка розвивається протягом 3–5 днів. При нирковій компенсації збільшується ниркова екскреція вугільної кислоти та збільшується реабсорбція бікарбонату. Наприклад, активується білок PEPCK клітинах щітчастої облямівки проксимальних канальців нирок, і секретується більше NH3 і, таким чином, продукується більше HCO3−.[1]

### Очікувані зміни
При нирковій компенсації рівень бікарбонату в плазмі підвищується на 3,5 мЕкв/л на кожні 10 мм рт. ст. PaCO2. Очікувану зміну концентрації бікарбонату в сироватці крові при респіраторному ацидозі можна оцінити наступним чином:
- Гострий респіраторний ацидоз: HCO3− збільшується на 1 мЕкв/л на кожні 10 мм рт. ст зростання PaCO2
- Хронічний респіраторний ацидоз: HCO3− збільшується на 3,5 мЕкв/л на кожні 10 мм рт. ст зростання PaCO2

Очікувану зміну pH при респіраторному ацидозі можна оцінити за допомогою таких рівнянь:
- Гострий респіраторний ацидоз: Зміна pH = 0,08 × ((40−PaCO2)÷10)
- Хронічний респіраторний ацидоз: Зміна pH = 0,03 × ((40−PaCO2)÷10)

Респіраторний ацидоз не має великого впливу на рівень електролітів. Деякий незначний вплив спостерігається на рівні кальцію та калію. Ацидоз знижує зв'язування кальцію з альбуміном і має тенденцію до підвищення рівня іонізованого кальцію в сироватці крові. Крім того, ацидемія викликає позаклітинний зсув калію, але респіраторний ацидоз рідко викликає клінічно значущу гіперкаліємію.

## Діагностика
Діагноз можна поставити за допомогою лабораторного дослідження газів артеріальної крові (ГАК) з pH <7,35 та PaCO2 >45 мм рт. ст. у гострій фазі. У пацієнтів із ХОЗЛ та іншими хронічними захворюваннями дихальних шляхів іноді спостерігається підвищений рівень PaCO2 з HCO3− >30 та нормальним pH.

## Термінологія
- Ацидоз стосується розладів, які знижують pH клітин/тканин до < 7,35.
- Ацидемія стосується pH артеріальної крові < 7,36.[3]